# 岩沢村 (新潟県岩船郡)
岩沢村（いわさわむら）は、かつて新潟県岩船郡にあった村。

## 沿革
- 1889年（明治22年）4月1日 - 町村制施行に伴い岩船郡岩沢村、中原村、黒田村が合併し、岩沢村が発足。
- 1892年（明治25年）12月9日 - 大字黒田を分離し岩船郡高根村に編入。
- 1901年（明治34年）11月1日 - 岩船郡高根村と合併し、高根村を新設して消滅。